# 扶余豊璋
扶余 豊璋（ふよ ほうしょう、扶余豐璋、生没年不詳）は、百済最後の王である義慈王（在位：641年 - 660年）の王子。『日本書紀』での表記は余豊璋、余豊もしくは名のみの豊璋、豊章であるが、『三国史記』では扶余豊もしくは名のみの豊、『旧唐書』では扶余豊もしくは余豊である。また、『日本書紀』にも登場する百済の王族翹岐を豊璋と同一人物とする説もある。
倭国滞在中、百済本国が唐・新羅に滅ぼされたため、百済を復興すべく帰国したが、復興は果たせなかった。

## 生涯
豊璋の渡来時期は、『日本書紀』によれば舒明天皇3年（631年）3月であるが、『三国史記』百済本紀には義慈王13年（653年）倭国と通好すとあるので、この頃ではないだろうかとする説もある。また、皇極天皇元年（642年）1月に百済で「大乱」が発生し、「弟王子兒翹岐」とその家族および高官が島に放逐され、4月にその翹岐らが大使として倭国に来朝したとされており、翹岐＝豊璋同一人物説においては当然、この時に倭国に渡来したとされている。鈴木靖民はこの一連の流れを翹岐＝豊璋が「大乱」によって太子の地位を異母兄に奪われて放逐され、その後倭国への人質として国外追放されたとしている。
『書紀』には既に孝徳天皇の650年2月15日、造営途中の難波宮で白雉改元の契機となった白雉献上の儀式に豊璋が出席している。豊璋は日本と百済の主従関係を担保する人質ではあるものの、倭国側は太安万侶の一族多蒋敷の妹を豊璋に娶わせるなど、待遇は決して悪くはなかった。
660年、唐・新羅の連合軍（唐・新羅の同盟）が急に百済を滅ぼしたという知らせが届いた。百済を征服した唐軍は大部分が引き上げ、1万の駐留軍が残るだけだったので、百済の佐平・鬼室福信らが百済を復興すべく反乱を起こしたという知らせも来た。当時、倭国の実権を掌握していた中大兄皇子（後の天智天皇）は倭国の総力を挙げて百済復興を支援することを決定、都を筑紫朝倉宮に移動させた。662年5月、斉明天皇は豊璋に安曇比羅夫、狭井檳榔、朴市秦造田来津が率いる兵5,000と軍船170艘を添えて百済へと遣わし、豊璋は約30年ぶりとなる帰国を果たした。豊璋と倭軍は鬼室福信と合流し、豊璋は百済王に推戴されたが、次第に実権を握る鬼室福信との確執が生まれた。663年6月、豊璋は鬼室福信を殺害した。これにより百済復興軍は著しく弱体化し、唐・新羅軍の侵攻を招くことになった。
豊璋は周留城に籠城して倭国の援軍を待ったが、8月13日、城兵を見捨てて脱出し、倭国の援軍に合流した。やがて唐本国から劉仁軌率いる7,000名の救援部隊が到着し、8月27、28日の両日、倭国水軍と白村江（韓国では白江、白馬江ともいう）で衝突した。その結果、倭国・百済連合軍が大敗した。いわゆる白村江の戦いである。豊璋は数人の従者と共に高句麗に逃れたが、その高句麗も内紛につけ込まれて668年に唐に滅ぼされた。豊璋は高句麗王族らとともに唐の都に連行され、高句麗王の宝蔵王らは許されて唐の官爵を授けられたが、豊璋は許されず、嶺南地方に流刑にされた。
豊璋の弟については、『日本書紀』によれば百済王善光（『続日本紀』では徐禪廣）といい、豊璋と共に人質として倭国に渡り滞在したが帰国はしなかった。白村江の戦いの後、百済王族唯一の生存者として持統天皇から百済王（くだらのこにきし）の姓を賜った。

## 万葉歌人軍王
『万葉集』巻一第五番、六番に「軍王」と称する人物が舒明天皇の行幸に供奉した際に作った和歌が収録されているが、この「軍王」を「こにきしのおおきみ」と読み、豊璋のことではないかと見る説がある。

## 関連作品
- 天智と天武-新説・日本書紀- - 中村真理子による漫画。主要登場人物のひとりとして登場。白村江の戦いの後は日本に逃れ中臣鎌足と名乗る。